# Zonouz
Zonouz oder auch Zohnouz (persisch زنوز, Zonūz) ist ein kleines Dorf nahe der Stadt Marand in der Provinz Ost-Aserbaidschan in Iran. Es liegt im Gebirge, daher hat es sehr kalte Winter und kühlere Sommer.

## Vegetation
Zonouz ist bekannt für seine vielen verschiedenen Apfelsorten. Mit fast 25 verschiedenen Sorten ist Zonouz die „Apfelhauptstadt“ des Iran, davon wachsen einige Apfelsorten nur in Zonouz, unter anderem auch die Sorten "Gerde Shirin" und "Bajeyi". In Zonouz wächst auch eine Frucht namens "Malachi".
Da sich Zonouz im Gebirge befindet, gibt es in der Nähe viele bekannte Berge, welche Touristenattraktionen sind, wie den Mahar.